# Larisa Dolina
Larisa Aleksandrovna Dolina (în rusă Лари́са Алекса́ндровна До́лина, născută Kudelman; n. 10 septembrie 1955, Baku, URSS) este cântăreață de jazz și pop și actriță rusă și sovietică de origine evreiască. Este Artistă a Poporului Rusiei (1998) și triplă câștigătoare a Premiului național rusesc „Ovația”. În 2005 a fost decorată cu Ordinul de Onoare.

## Familia
Tatăl său, Aleksandr Markovici Kudelman, a fost constructor și sticlar. Mama sa, Galina Izrailevna Kudelman (nume de fată Dolina) a fost mașinistă.
Ambii părinți au decedat și sunt înmormântați la cimitirul evreiesc din Odesa (tot în Odesa Larisa își petrecuse și copilăria).
Primul soț al Larisei, Anatoli Mihailovici Mioncinski (n. 1946), este muzician jazz, ex-dirijor al orchestrei «Современник» (în trad.: Contemporanul) (1980—1987) În 1983 a născut-o pe fiica Anghelina. Cel de-al doilea soț — Viktor Miteazov — este bas-chitarist și producător muzical (1987 — 9 martie 1998). Al treilea soț al său — Ilia Spițîn (n. 1968) la fel este bas-chitarist și producător muzical (sunt căsătoriți din 1998).
Larisa Dolina este vară de-a doua cu Irina Apeksimova — actriță, director al Teatrului Taganka.

## Discografie
Albume de studio
- 1986 — Песня Нептуна (Pesnea Neptuna; Cântecul lui Neptun; piese din filmul «Tanțploșceadka»; Мелодия 45С62 24097 000)[12]
- 1986 — Затяжной прыжок (Zateajnoi prîjok; Săritură întârziată; înregistrări 1984—1985)[13]
- 1988 — Карточный домик. Песни Виктора Резникова (Kartocinîi domik; Căsuța din cărți de jucat)[14]
- 1989 — Новый день (Novîi den; Ziua nouă)
- 1993 — Льдинка (Ldinka; Bucățica de gheață)
- 1993 — Прости меня (Prosti menea; Iartă-mă)
- 1994 — Привыкай к Ларисе Долиной (Privîkai k Larise Dolinoi; Deprinde-te cu Larisa Dolina)
- 1995 — Долина в долине страстей (Dolina v doline strastei; Dolina în calea pasiunii)
- 1996 — «Прощай»… нет «До свидания» («Proșceai»… net «Do svidania»; «Adio»… nu «la revedere»)
- 1997 — Погода в доме (Pogoda v dome; Vremea în casă)
- 1998 — Счастливая доля (Sceastlivaia dolea; Partea fericită)
- 1999 — Певица и музыкант (Pevița i muzîkant; Cântăreața și muzicantul)
- 2000 — Эпиграф (Epigraf)
- 2000 — По-новому жить (Po novomu jit; A trăi într-un mod nou)
- 2001 — Новый год (Сингл) (Novîi god; Anul Nou – single)
- 2002 — Carnival of Jazz
- 2003 — Острова любви (Ostrova Liubvi; Insulele iubirii)
- 2004 — Оттепель (Ottepel; Încălzire [de primăvară])
- 2006 — Обожжённая душа (Obojjeonaia dușa; Suflet fript)
- 2008 — Hollywood Mood
- 2009 — Carnival of Jazz-2: No comments
- 2010 — Route 55
- 2012 — LARISA
- 2015 — Снимем маски, господа (Snimem maski, gospoda; Să scoatem măștile, domnilor)

## Filmografie
- Zolușka (Cenușăreasa) (2003) – Nașa
- Starîe pesni o glavnom 3 (Old Songs of the Main Things 3) (1998)
- Klubnicika (Cafe Strawberry) (1997)
- Noveișie prikliucenia Buratino (Noile Aventuri ale lui Buratino) (1997) – Tortilla
- Starîe pesni o glavnom 2 (Old Songs of the Main Things 2) (1997) – directorul clubului
- Starîe pesni o glavnom (Old Songs of the Main Things) (1996) – manager de local
- Ten' (Shadow) (1991) - vocea Iuliiei Juli
- Celovek s bulvara Kapuținov (A Man from the Boulevard des Capuchines) (1987) - vocea lui Diana Little
- Coordinates of Death (1985) a interpretat piesa de fundal The land of Vietnamese
- We Are from Jazz (1983) – Clementine Fernandez
- Charodei (Magicians) (1982) – Nina Pukhova (vocal, uncredited)
- Very Blue Beard (1979)
- Un miracol obișnuit (1978) – ca Emilia, în duo cu Leonid Serebrennikov